# El Peñón, Barahona
El Peñón är en kommun i Dominikanska republiken.   Den ligger i provinsen Barahona, i den sydvästra delen av landet, 130 km väster om huvudstaden Santo Domingo. Antalet invånare i kommunen är cirka 4 000.
Terrängen runt El Peñón är huvudsakligen platt, men söderut är den kuperad. Runt El Peñón är det ganska tätbefolkat, med 104 invånare per kvadratkilometer. Närmaste större samhälle är Santa Cruz de Barahona, 13,1 km sydost om El Peñón. Omgivningarna runt El Peñón är en mosaik av jordbruksmark och naturlig växtlighet.